# Frattaminore
Frattaminore è un comune italiano di 15 321 abitanti della città metropolitana di Napoli in Campania.
Il quartiere del comune che sorge intorno al palazzo che fu del conte di Fratta Piccola è chiamato dagli abitanti anche "Fratta Piccola". Il Pomilio di Atella, Pomigliano, trova origine nella città Osca di Atella nota, fin dal I secolo a.C., grazie a Novio Atellano ed altri autori del genere dell'"atellana".

## Geografia fisica

### Territorio
Il suo territorio pianeggiante costituisce l'estremo lembo settentrionale della città metropolitana di Napoli al confine con il casertano, formando un unico agglomerato urbano, oltre che con i comuni napoletani di Frattamaggiore e Crispano, anche con i comuni di Sant'Arpino e Orta di Atella in provincia di Caserta.
Il comune si trova nella conurbazione a nord di Napoli, in pieno agro atellano.La parte nord del comune insiste nel territorio dell'antica città di Atella.

## Storia
Le origini del comune risalgono alla seconda metà del XIII secolo, quando alcune famiglie che dimoravano nell'allora Fracta si spostarono nelle vicinanze dell'antico sito di Atella per costruire, adiacente al palazzo del feudatario, un nuovo villaggio che cominciò a chiamarsi Fractula e più tardi, intorno al 1282, Fractapicula, per distinguersi dall'altra Fracta che intanto aveva aggiunto l'aggettivo major.
Dopo l'Unità d'Italia assunse la denominazione di Frattaminore con l'emanazione del Regio Decreto 15 maggio 1890, n. 6871 che fuse il comune di Pomigliano di Atella con la frazione di Fratta Piccola; Presidente del Consiglio dei ministri era Francesco Crispi, cui è intitolata una delle piazze del comune.

## Società

### Evoluzione demografica
Abitanti censiti

### Tradizioni e folclore

#### Madonna della Pietà
L'antica Pomigliano di Atella, con la sua chiesa parrocchiale di San Simeone profeta, celebra solennemente la Vergine Maria ogni terza domenica di maggio.
Storica la processione in questi giorni che porta la statua della Madonna della pietà dalla parrocchia di San Simeone profeta alla cappella della Madonna Dell'Arco.
Elemento caratterizzante di questa kermesse è la presenza di rinomati Concerti Bandistici (cosiddette bande da giro) che ne allietano lo svolgimento.

#### San Maurizio martire
La zona di Fratta Piccola festeggia San Maurizio martire, santo a cui è intitolata la locale parrocchia. La solennità liturgica ricade il 22 settembre, ma la Festa Patronale vera e propria è, fin da tempi lontani, celebrata la settimana successiva a Pasqua.

## Infrastrutture e trasporti

### Mobilità urbana
I trasporti interurbani di Frattaminore vengono svolti con autoservizi di linea gestiti da EAV.

## Amministrazione
Di seguito è presentata una tabella relativa alle amministrazioni che si sono succedute in questo comune.
| Periodo | Periodo   | Primo cittadino          | Partito                                 | Carica      | Note  |
| ------- | --------- | ------------------------ | --------------------------------------- | ----------- | ----- |
| 1989    | 1989      | Giovanni Crispino        | Democrazia Cristiana                    | Sindaco     | [ 9 ] |
| 1989    | 1990      | Antonio Capasso          | Partito Socialista Italiano             | Sindaco     | [ 9 ] |
| 1990    | 1992      | Antonio Capasso          | Partito Socialista Italiano             | Sindaco     | [ 9 ] |
| 1992    | 1993      | Alberto Mormile          | Partito Socialista Democratico Italiano | Sindaco     | [ 9 ] |
| 1993    | 1993      | Pasquale Martinelli      | Partito Socialista Democratico Italiano | Sindaco     | [ 9 ] |
| 1993    | 1994      | Eugenia Valente          |                                         | Comm. pref. | [ 9 ] |
| 1994    | 1998      | Enrico Crispino          | Progressisti                            | Sindaco     | [ 9 ] |
| 1998    | 2002      | Massimo Del Prete        | Democratici di Sinistra-L'Ulivo         | Sindaco     | [ 9 ] |
| 2002    | 2005      | Massimo Del Prete        | L'Ulivo                                 | Sindaco     | [ 9 ] |
| 2005    | 2005      | Rosanna Sergio           |                                         | Comm. pref. | [ 9 ] |
| 2005    | 2006      | Teresa Barbato           | centro-sinistra                         | Sindaco     | [ 9 ] |
| 2006    | 2007      | Mariagabriella Pazzanese |                                         | Comm. str.  | [ 9 ] |
| 2007    | 2012      | Vincenzo Caso            | lista civica (centro)                   | Sindaco     | [ 9 ] |
| 2012    | 2015      | Vincenzo Caso            | lista civica (centro)                   | Sindaco     | [ 9 ] |
| 2015    | 2016      | Gabriella D'Orso         |                                         | Comm. str.  | [ 9 ] |
| 2016    | 2021      | Giuseppe Bencivenga      | Partito Democratico                     | Sindaco     | [ 9 ] |
| 2021    | in carica | Giuseppe Bencivenga      | Partito Democratico                     | Sindaco     | [ 9 ] |